# Angela Malestein
Antje Angela Malestein (Spakenburg, 31 de enero de 1993) es una jugadora de balonmano neerlandesa del Ferencvárosi TC y de la selección nacional de Países Bajos con la que se proclamó campeona mundial en 2019, el primer título en la historia del país.

## Trayectoria
Angela Malestein empezó su carrera en el VOC Amsterdam en 2008, donde jugó hasta 2011 cuando se unió al SV Dalfsen Handbal. Con el SVD ganó la Eredivisie, la liga de los Países Bajos. Un año más tarde se unió al equipo alemán HSG Blomberg-Lippe en el que compitió en Europa y en la bundesliga. En 2014, aún en la liga alemana, se trasladó al gran rival del HSG, el SG BBM Bietigheim, con el que ganó la liga en 2017 y 2019.
En 2020 se incorporó al Ferencvárosi TC húngaro con el que ganó en dos ocasiones la liga húngara, en la 2020/21 y la 2023/24, además de la copa húngara de 2022, 2023 y 2024. Con el Ferencvaros llegó a la final de la Liga de Campeones 2022-2023.

### Clubes
- 2008–2011:  Niederlande VOC Amsterdam
- 2011–2012:  Niederlande Sercodak Dalfsen
- 2012–2014:  HSG Blomberg-Lippe
- 2014–2020:  SG BBM Bietigheim
- 2020–Act.  Ferencváros Budapest

### Selección nacional
Malestein debutó con la selección nacional neerlandesa el 26 de noviembre de 2009 contra Alemania. Aún en época formativa, ganó la medalla de plata en el Campeonato Europeo junior de 2013.
En 2010, ya con la selección absoluta, participó en el Campeonato Europeo de 2010 y en los Campeonatos Mundiales de 2011 y 2013. Volvió a competir con la selección holandesa en el 2015, dónde consiguió la medalla de plata, la medalla de bronce fue en el Campeonato Mundial de 2017 y en el Campeonato Europeo de 2018, dónde también se hizo con el bronce. Pero su mayor logro llegó en el Campeonato Mundial de 2019 en Japón, donde Holanda ganó la medalla de oro, venciendo a España en la final por 30:29.
También representó a los Países Bajos en los Juegos Olímpicos de 2016 en Río de Janeiro y en los Juegos Olímpicos de 2020 en Tokio y, en el Campeonato Mundial de 2023, terminó en quinto lugar con el equipo neerlandés. 

## Logros

### Con la selección
- 1 x  Medalla de oro en el Campeonato del Mundo Japón 2019
- 1 x  Medalla de plata en el Campeonato Mundial de 2015
- 1 x  Medalla de bronce en el Campeonato Mundial de 2017
- 1 x  Medalla de plata en el Campeonato Europeo de 2016
- 1 x  Medalla de bronce en el Campeonato Europeo de 2018

### De clubes
- 2 x Bundesliga (2017, 2019)
- 1 x Eredivisie (2012)
- 2 x Liga de Hungría (2021, 2024)
- 4 x Copa Magyar (2022, 2023, 2024, 2025)

## Premios individuales
- Mejor extremo derecho de la Liga de Campeones de la EHF : 2022 [9]
- Premios a la Excelencia EHF Mejor extremo derecho de la temporada: 2022/23 [10]